# Dragoș Grigore
Dragoș Grigore, né le 7 septembre 1986 à Vaslui (Roumanie), est un footballeur international roumain.

## Biographie

### Carrière en club
Le 9 juillet 2014, il rejoint le club le Toulouse FC. Après une prestation moyenne, il est prêté puis transféré définitivement au club qatari d'Al-Sailiya.
Dragos Grigore signe au PFK Ludogorets Razgrad le 4 juin 2018, où il rejoint ses compatriotes Cosmin Moti et Claudiu Keseru. Le club bulgare se renforce ainsi dans le but d'atteindre la phase de groupes de la Ligue des champions.

## Carrière en sélection nationale
Dragoș Grigore fait ses débuts avec la sélection nationale le 7 février 2011, lors d'un match amical contre Chypre.
Il est retenu dans la sélection roumaine des 23 pour l'Euro 2016.

## Palmarès
- Vainqueur de la Coupe de Roumanie en 2012 avec le Dinamo Bucarest
- Vainqueur de la Supercoupe de Roumanie en 2012 avec le Dinamo Bucarest
- Champion de Bulgarie en 2019, 2020 et 2021 avec le Ludogorets Razgrad
- Vainqueur de la Supercoupe de Bulgarie en 2019 avec le Ludogorets Razgrad